# 용주초등학교 (경남)
용주초등학교는 대한민국 경상남도 합천군 용주면 용지리에 위치한 공립 초등학교이다.

## 연혁
- 1927년 12월 1일 용주공립보통학교 개교(설립인가 5월 1일)
- 1938년 4월 1일 용주공립심상소학교로 개칭
- 1941년 4월 1일 용주공립국민학교로 개칭
- 1948년 3월 12일 용호국민학교 설립인가
- 1964년 3월 1일 장전분교장 설립인가
- 1981년 1월 31일 병설유치원 개원
- 1988년 3월 1일 장전분교장 편입
- 1991년 3월 1일 장전분교장 본교 통합
- 1996년 3월 1일 용주초등학교로 개칭
- 1999년 9월 1일 용호초등학교 본교 통합
- 2014년 11월 24일 용마격상 장학회 설립
- 2022년 2월 11일 제90회 졸업식(총 3915명)
- 2022년 3월 1일 제34대 곽현자 교장 부임

## 상징
- 교화 : 개나리 - 매서운 겨울바람 이기고 봄이 오면 이 땅 어디에서도 밝고 소담한 꽃봉오리를 피우는 개나리처럼, 우리 용주 어린이들도 어떤 어려움 속에서도 밝고 환하게 자라길 바란다.
- 교목 : 향나무 - 늘 푸른 어떤 어려움에도 굷히지 않고 자라는 그 꿋꿋한 향나무의 기상을 본받아, 우리 용주 어린이들도 꿋꿋하게 자라길 바란다.

## 참고 자료
- 용주초등학교 - 한국교육학술정보원 학교알리미